# Austrodecus oferrecans
Austrodecus oferrecans är en havsspindelart som beskrevs av Bamber, R.N. 2000. Austrodecus oferrecans ingår i släktet Austrodecus och familjen Austrodecidae. Inga underarter finns listade.